# رينو ويلسون
رينو ويلسون (بالإنجليزية: Reno Wilson)‏ هو ممثل أمريكي، ولد في 20 يناير 1970 في الولايات المتحدة.

## أعمال

### مسلسلات
- فتيات صالحات
- مايك ومولي

## وصلات خارجية
- رينو ويلسون على موقع IMDb (الإنجليزية)
- رينو ويلسون على موقع ميتاكريتيك (الإنجليزية)
- رينو ويلسون على موقع روتن توميتوز (الإنجليزية)
- رينو ويلسون على موقع ميوزك برينز (الإنجليزية)
- رينو ويلسون على موقع أول موفي (الإنجليزية)
- رينو ويلسون على موقع قاعدة بيانات الفيلم (الإنجليزية)